# Абдельлатиф Лаабі
Абдельлатиф Лаабі (фр. Abdellatif Laâbi; 1942, Фес, Марокко) — марокканський поет, письменник і перекладач. У 1966 році він став співзасновником журналу Souffles, який відігравав значну роль у культурному оновленні Магрибу. Його політична діяльність призвела до ув'язнення з 1972 по 1980 роки. З 1985 році живе у вигнанні у Франції. У 2009 році отримав Гонкурівську премію за поезію, а в 2011 році — Гран-прі Франкофонії Французької академії.

## Біографія
Народився в 1942 році у Фесі. Лаабі було чотирнадцять років на момент здобуття країною незалежності в 1956 році. Ще юнаком він познайомився з творчістю Достоєвського. Вивчав французьку літературу в університеті Рабату. У 1963 році він став співзасновником Марокканського університетського театру. Потім працював вчителем французької мови в Рабаті.
У 1966 році, будучи викладачем французької, разом з поетами Мохаммедом Каїр-Еддіном та Мустафою Ніссабурі. Лаабі заснував художній журнал Souffles, який став вагомим в країні літературним оглядачем. Спочатку журнал був трибуною для поетів, які відчували терміновість поетичної позиції та відродження, але дуже швидко навколо нього викристалізувалися всі творчі марокканські рухи: художники, кінорежисери, театральні діячі, дослідники і мислителі. Вийшло двадцять два номери французькою мовою та вісім арабською — під назвою Anfas. Журнал заборонили у 1972 році, але за недовгий час існування він мав великий вплив на формування марокканської лівої інтелігенції й відкрився для культур інших країн Магрибу та країн третього світу.
З кінця 1960-х років став займатися політикою, спочатку в PLS (Parti pour la libération et le socialisme), колишній комуністичній партії Марокко, а потім з 1970 року як засновник підпільного лівого руху Іла аль-Амам. Абдельлатиф Лаабі був ув'язнений, підданий тортурам і засуджений до десяти років ув'язнення за «злочини думки» (за свої політичні переконання та твори) і відбував покарання у 1972—1980 роках у Кенітрі. У 1985 році був змушений виїхати до Франції. Політичні переконання, які були визнані злочинними, відображені у, наприклад, такому його коментарі: «Все, що пропонує арабська реальність, що є щедрим, відкритим і творчим, розгромлено режимами, чия єдина турбота полягає в тому, щоб увічнити власну владу та корисливі інтереси. І що часто гірше, це бачити, що Захід залишається нечутливим до щоденної трагедії, водночас підлаштовуючись, щоб не сказати підтримуючи, правлячі класи, які придушують свободу волі та прагнення свого народу». Лаабі живе в Парижі, а з 1988 року є членом Академії Малларме. Лаабі був прихильником інших письменників, яких переслідували за його творчість, зокрема Салмана Рушді.
У 2007 році став почесним доктором Реннського університету. У 2008 році отримав премію Робера Ганзо за поезію. У 2009 році отримав Гонкурівську премію за поезію. У 2011 році отримав Гран-прі Франкофонії від Французької академії. У 2017 році отримав Мексиканську міжнародну поетичну премію Nuevo Siglo de Oro. Лаабі пише французькою, але перекладений багатьма мовами.
У Абделлатіфа Лаабі та його дружини Жоселін Лаабі троє дітей 1965, 1966 та 1972 років народження. Жослін написала кілька книг, зокрема La Liqueur d'aloès (2005) і Hérétiques (2013).

### Поезія
- 1980: Le Règne de barbarie. Seuil, Paris (épuisé)
- 1980: Histoire des sept crucifiés de l'espoir. La Table rase, Paris
- 1981: Sous le bâillon le poème. L'Harmattan, Paris
- 1985: Discours sur la colline arabe. L'Harmattan, Paris
- 1986: L'Écorché vif. L'Harmattan, Paris
- 1990: Tous les déchirements. Messidor, Paris (épuisé)
- 1992: Le soleil se meurt. La Différence, Paris
- 1993: L'Étreinte du monde. © La Différence et © Abdellatif Laâbi, Paris
- 1996: Le Spleen de Casablanca. La Différence, Paris
- 2000: Poèmes périssables, La Différence, coll. Clepsydre, Paris (épuisé)
- 2003: L'automne promet, La Différence, coll. Clepsydre, Paris
- 2003: Les Fruits du corps, La Différence, coll. Clepsydre, Paris
- 2005: Écris la vie, La Différence, coll. Clepsydre, Paris, Prix Alain Bosquet 2006
- 2003: Œuvre poétique, La Différence, coll. Œuvre complète, Paris
- 2007: Mon cher double, La Différence, coll. Clepsydre, Paris
- 2008: Tribulations d'un rêveur attitré, coll. La Clepsydre, La Différence, Paris
- 2010: Oeuvre poétique II, La Différence

### Романи
- 1969: L'Œil et la Nuit, Casablanca, Atlantes, 1969 ; SMER, Rabat, 1982; La Différence, coll. «Minos», Paris, 2003
- 1982: Le Chemin des ordalies. Denoël, Paris; La Différence, coll. «Minos», Paris, 2003
- 1989: Les Rides du lion. Messidor, Paris (épuisé); La Différence, coll. «Minos», Paris, 2007

### П'єси
- 1987: Le Baptême chacaliste, L'Harmattan, Paris
- 1993: Exercices de tolérance, La Différence, Paris
- 1994: Le Juge de l'ombre, La Différence, Paris
- 2000: Rimbaud et Shéréazade, La Différence, Paris

### Дитячі книжки
- 1986: Saïda et les voleurs de soleil ; bilingue français-arabe ; images de Charles Barat. Messidor/La Farandole, Paris, (épuisé)
- 1995: L'Orange bleue ; illustrations de Laura Rosano. Seuil Jeunesse, Paris

### Інші твори
- 1983: Chroniques de la citadelle d'exil ; lettres de prison (1972—1980), Denoël, Paris; La Différence, Paris, 2005.
- 1985: La Brûlure des interrogations ; entretiens-essais (réalisés par J. Alessandra). L'Harmattan, Paris
- 1997: Un continent humain ; entretiens, textes inédits. Paroles d'aube, Vénissieux
- 2005: D'humus et de lave ; poème manuscrit ; gravures de Bouchaïb Maoual ; édition limitée à 12 exemplaires ; Al Manar

### Переклади з арабської
- 1982: Rires de l'arbre à palabre (poèmes), d'Abdallah Zrika. L'Harmattan, Paris
- 1983: Rien qu'une autre année (poèmes), de Mahmoud Darwich. Unesco/Éditions de Minuit, Paris, 1983.
- 1986: Soleil en instance (roman), de Hanna Mina. Unesco/Éditions Silex, Paris, 1986.
- 1987: Autobiographie du voleur de feu (poèmes), d'Abd al-Wahhab Al-Bayati. Unesco/Actes Sud, Paris, 1987.
- 1988: Je t'aime au gré de la mort (poèmes), de Samih al-Qâsim. Unesco/Éditions de Minuit, Paris, 1988.
- 1989: Plus rares sont les roses (poèmes), de Mahmoud Darwich. Éditions de Minuit, Paris, 1989.
- 1990: La Poésie palestinienne contemporaine (anthologie). Éditions Messidor, Paris, 1990.
- 1990: L'Espace du Noûn (poèmes), de Hassan Hamdane. En collaboration avec Leïla Khatib. Éditions Messidor, Paris
- 1991: Les Oiseaux du retour. Contes de Palestine, bilingues. En collaboration avec Jocelyne Laâbi. Éditions Messidor/La Farandole, Paris
- 1992: La Joie n'est pas mon métier (poèmes), de Mohammed Al-Maghout. Éditions de la Différence, coll. Orphée, Paris
- 1997: Retour à Haïfa (nouvelles), de Ghassan Kanafani. En collaboration avec Jocelyne Laâbi. Actes-Sud, Paris

### Адаптації (п'єси) та інші видання
- 1984: Va ma terre, quelle belle idée. Pièce tirée du Chemin des ordalies, roman. Compagnie des Quatre Chemins, dirigée par Catherine de Seynes. Paris
- 1984: Histoire des sept crucifiés de l'espoir. Atelier-théâtre du Septentrion, dirigé par Robert Condamin et Jacqueline Scalabrini. Antibes
- 1984: Chroniques de la citadelle d'exil. Théâtre Expression 7, Guy Lavigerie. Limoges, 1984.
- 1987: Saïda et les voleurs de soleil. Atelier-théâtre du Septentrion. Antibes, 1987.
- 1988: Le Règne de barbarie. Compagnie du Mentir-Vrai, dirigée par Omar Tary. Lille
- 1988: Journal du dernier homme. Tiré des Rides du lion, roman. Lecture par Edwine Moatti et Denis Manuel. Paris
- 1992: Le Retour de Saïda. Atelier-théâtre du Septentrion. Antibes, 1992.
- 1994: Le Soleil se meurt. Théâtre d'Aujourd'hui. Casablanca

### Автобіографія
- 2004: Le fond de la Jarre

## Виноски
1. ↑  Jeune Afrique magazine, September 5, 1990, cited by Adel Darwish and Gregory Alexander in «Unholy Babylon, The Secret History of Saddam's War» (Victor Gollenz Ltd London 1991): p. 71

## Подальше читання
- Laabi, Abdellatif (2003). The World's Embrace: Selected Poems. City Lights Publishers. ISBN 0-87286-413-8.. Збірка містить поезії, відібрані Лаабі із трьох книжок французькою: Le Soleil se meurt (Сонце помирає), L'Etreinte du monde (Обійми світу) та Le Spleen de Casablanca (Нудота Касабланки).